# Новичков, Степан Матвеевич
Степан Матвеевич Новичков (1921—1992) — подполковник Советской армии, участник Великой Отечественной войны, Герой Советского Союза (1944).

## Биография
Родился 29 октября 1921 года в деревне Клепальники (ныне — Зарайский район Московской области). Окончил девять классов школы, занимался в аэроклубе, артиллерийской и военно-воздушной спецшколах.
В 1941 году был призван на службу в Красную армию. В 1942 году окончил Вязниковскую военную авиационную школу пилотов. С мая того же года — на фронтах Великой Отечественной войны.
К 1944 году гвардии старший лейтенант Степан Новичков командовал звеном 67-го гвардейского истребительного авиаполка 1-й гвардейской истребительной авиадивизии 16-й воздушной армии Белорусского фронта. К тому времени он совершил 173 боевых вылета, сбив 24 вражеских самолёта лично.
Указом Президиума Верховного Совета СССР «О присвоении звания Героя Советского Союза офицерскому составу военно-воздушных сил Красной Армии» от 4 февраля 1944 года за «образцовое выполнение боевых заданий командования на фронте борьбы с немецкими захватчиками и проявленные при этом отвагу и геройство» был удостоен высокого звания Героя Советского Союза с вручением ордена Ленина и медали «Золотая Звезда» за номером 2808.
К 9 мая 1945 года совершил 277 боевых вылетов, провёл 51 воздушный бой, сбил 33 самолёта лично и 1 в группе.
В 1946 году в звании подполковника был уволен в запас. Проживал и работал в Москве.
Скончался 20 июля 1992 года. Похоронен в Пушкино на Ново-Деревенском кладбище.

## Награды
Почётный гражданин Зарайска. Был также награждён тремя орденами Красного Знамени, двумя орденами Отечественной войны 1-й степени и орденом Отечественной войны 2-й степени, рядом медалей.